# Kézilabda a 2013. évi nyári európai ifjúsági olimpiai fesztiválon
A 2013. évi nyári európai ifjúsági olimpiai fesztiválon a kézilabda mérkőzéseit Utrechtben rendezték.

## Összesített éremtáblázat
| A 2013. évi nyári európai ifjúsági olimpiai fesztivál összesített éremtáblázata kézilabdában | A 2013. évi nyári európai ifjúsági olimpiai fesztivál összesített éremtáblázata kézilabdában | A 2013. évi nyári európai ifjúsági olimpiai fesztivál összesített éremtáblázata kézilabdában | A 2013. évi nyári európai ifjúsági olimpiai fesztivál összesített éremtáblázata kézilabdában | A 2013. évi nyári európai ifjúsági olimpiai fesztivál összesített éremtáblázata kézilabdában | Olimpia  |
| -------------------------------------------------------------------------------------------- | -------------------------------------------------------------------------------------------- | -------------------------------------------------------------------------------------------- | -------------------------------------------------------------------------------------------- | -------------------------------------------------------------------------------------------- | -------- |
|                                                                                              | Ország                                                                                       | Arany                                                                                        | Ezüst                                                                                        | Bronz                                                                                        | Összesen |
| 1.                                                                                           | Dánia                                                                                        | 1                                                                                            | 0                                                                                            | 0                                                                                            | 1        |
|                                                                                              | Szlovénia                                                                                    | 1                                                                                            | 0                                                                                            | 0                                                                                            | 1        |
| 3.                                                                                           | Oroszország                                                                                  | 0                                                                                            | 1                                                                                            | 0                                                                                            | 1        |
|                                                                                              | Norvégia                                                                                     | 0                                                                                            | 1                                                                                            | 0                                                                                            | 1        |
| 5.                                                                                           | Németország                                                                                  | 0                                                                                            | 0                                                                                            | 1                                                                                            | 1        |
|                                                                                              | Svédország                                                                                   | 0                                                                                            | 0                                                                                            | 1                                                                                            | 1        |
|                                                                                              |                                                                                              |                                                                                              |                                                                                              |                                                                                              |          |
| Összesen                                                                                     | Összesen                                                                                     | 2                                                                                            | 2                                                                                            | 2                                                                                            | 6        |

## Érmesek

### Férfi torna
| A 2013. évi nyári európai ifjúsági olimpiai fesztivál érmesei férfi kézilabdában | A 2013. évi nyári európai ifjúsági olimpiai fesztivál érmesei férfi kézilabdában | A 2013. évi nyári európai ifjúsági olimpiai fesztivál érmesei férfi kézilabdában | A 2013. évi nyári európai ifjúsági olimpiai fesztivál érmesei férfi kézilabdában |
| -------------------------------------------------------------------------------- | -------------------------------------------------------------------------------- | -------------------------------------------------------------------------------- | -------------------------------------------------------------------------------- |
| Arany                                                                            | Ezüst                                                                            | Bronz                                                                            |                                                                                  |
| Szlovénia                                                                        | Norvégia                                                                         | Svédország                                                                       |                                                                                  |

### Női torna
| A 2013. évi nyári európai ifjúsági olimpiai fesztivál érmesei női kézilabdában | A 2013. évi nyári európai ifjúsági olimpiai fesztivál érmesei női kézilabdában | A 2013. évi nyári európai ifjúsági olimpiai fesztivál érmesei női kézilabdában | A 2013. évi nyári európai ifjúsági olimpiai fesztivál érmesei női kézilabdában |
| ------------------------------------------------------------------------------ | ------------------------------------------------------------------------------ | ------------------------------------------------------------------------------ | ------------------------------------------------------------------------------ |
| Arany                                                                          | Ezüst                                                                          | Bronz                                                                          |                                                                                |
| Dánia                                                                          | Oroszország                                                                    | Németország                                                                    |                                                                                |